# Heliport Makau-Terminal Promowy
Heliport Makau-Terminal Promowy – heliport zlokalizowany przy terminalu promowym na półwyspie Makau, w Specjalnym Regionie Administracyjnym Chińskiej Republiki Ludowej Makau.